# Škoda 110 (1925)
Der Laurin & Klement 110, auch als Laurin&Klement-Škoda 110 oder als Škoda 110 angeboten, war der größere Nachfolger des Škoda 150. Der PKW kam 1925 mit verschiedenen Aufbauten in Holz-/Stahlmischkonstruktion heraus.
Insgesamt wurden 10 Serien gebaut. Die Wagen der ersten beiden Serien hatten einen wassergekühlten, seitengesteuerten Vierzylinder-Viertakt-Motor mit einem Hubraum von 1791 cm³ und eine Leistung von 25 PS (18 kW). Er beschleunigte das 910 bis 1280 Kilogramm schwere Fahrzeug bis auf 80 km/h. Über das an den Motorblock angeflanschte Getriebe und eine Kardanwelle wurde die Antriebskraft an die Hinterräder weitergeleitet. Der Rahmen des Wagens bestand aus genieteten Stahl-U-Profilen.
Ab der dritten Serie wurde ein größerer Motor gleicher Bauart eingesetzt. Er besaß 1944 cm³ Hubraum und leistete 30 PS (22 kW). Die erzielbare Höchstgeschwindigkeit lag bei 85 km/h.
Von den ersten beiden Serien wurden 435 Wagen in den Jahren 1925 bis 1927 hergestellt. In der 3. bis 10. Serie fertigte man 2550 Fahrzeuge in den Jahren 1926 bis 1929.

## Quelle
- Fahrzeughistorie von Skoda.de
- Legenden von Skoda.de